# Cratere Kotido
Kotido è un cratere sulla superficie di Marte.